# Ramdane Dellalou
Ramdane Dellalou, né le 18 octobre 1973 à El Hadjar, dans la wilaya d'Annaba, est un footballeur algérien évoluant au poste de milieu défensif.

## Biographie
Ramdane Dellalou évolue en première division algérienne avec les clubs de l'USM Annaba, de la JSM Béjaia, et du MC Alger.

## Carrière
- 1991-1996 :  IRB El Hadjar
- 1996-1998 :  JJ Azzaba
- 1998-2000 :  USM Annaba
- 2000-2003 :  JSM Béjaïa
- 2003-2005 :  MC Alger
- 2005-2006 :  JSM Béjaïa
- 2006-2008 :  USM Annaba
- 2008-2009 :  JSM Béjaïa
- 2009-2010 :  MC Saïda
- 2010-2011 :  HAMR Annaba

## Palmarès
- Finaliste de la Coupe nord-africaine des vainqueurs de coupe en 2009 avec la JSM Béjaïa.
- Accession en Ligue 1 en 2006 avec la JSM Béjaïa.
- Accession en Ligue 1 en 2007 avec l'USM Annaba.
- Accession en Ligue 1 en 2010 avec le MC Saïda.
- Accession en Ligue 2 en 1996 avec l'IRB El Hadjar.